# Albert Spalding
Albert Goodwill Spalding (ur. 2 września 1850, zm. 9 września 1915) – amerykański baseballista, który występował na pozycji miotacza, menadżer, działacz sportowy, założyciel firmy Spalding.

## Kariera zawodnicza
Pierwszym klubem w karierze zawodniczej Spaldinga był amatorski zespół Rockford Forest Citys, w którym grał w latach 1866–1870. W 1871 przeszedł do Boston Red Stockings, klubu założycielskiego National Association, pierwszej zawodowej ligi baseballowej. W lipcu 1874 wziął udział w pierwszym w historii amerykańskiego baseballu zagranicznym tournée, zorganizowanym przez menadżera Red Stockings Harry’ego Wrighta. Zespół rozegrał czternaście meczów baseballowych (osiem wygranych) i siedem krykietowych (sześć wygranych) w Liverpoolu, Manchesterze, Londynie, Sheffield i Dublinie.
Spalding zwyciężał w klasyfikacji zwycięstw w każdym sezonie National Association, a Red Stockings zdobywali mistrzostwo tej ligi cztery razy z rzędu. W 1875 po jej rozwiązaniu, otrzymał od prezydenta Chicago White Stockings i jednego z założycieli National League Williama Hulberta, propozycję występów w tym klubie; Spalding został grającym menadżerem i kapitanem zespołu. W 1876, inauguracyjnym sezonie National League, zaliczył najwięcej zwycięstw (47), zdobył mistrzostwo ligi i jako pierwszy miotacz w historii zawodowego baseballu osiągnął pułap 250 wygranych w karierze. Po raz ostatni zagrał 31 sierpnia 1878.

## Kariera działacza sportowego
Po zakończeniu kariery zawodniczej w wieku 27 lat został członkiem zarządu klubu Chicago White Stockings, zaś cztery lata później po śmierci Hulberta w kwietniu 1882 jego prezydentem i właścicielem. W latach 1880–1886 zespół prowadzony przez Capa Ansona pięciokrotnie zdobywał mistrzostwo ligi i dwukrotnie wystąpił w World’s Championship Series, raz remisując i raz przegrywając. W 1886 jako pierwszy zorganizował przedsezonowe zgrupowanie, znane pod nazwą spring training. W październiku 1888 z jego inicjatywy rozpoczęto tournée, w którym udział wzięły dwa zespoły złożone z zawodników White Stockings i reszty ligi. Mecze początkowo rozgrywano w Stanach Zjednoczonych, następnie w Honolulu, Australii, Cejlonie, Egipcie, Włoszech, Paryżu i na Wyspach Brytyjskich; ostatni mecz rozegrano w marcu 1889 roku. Funkcję prezydenta pełnił do 1892, a klub sprzedał w kwietniu 1902.

## Działalność zawodowa
W 1876 wraz z bratem Walterem założył firmę A. G. Spalding & Bros i otworzył pierwszy sklep ze sprzętem sportowym w Chicago. W tym samym roku  wydał pierwszą książkę zawierającą między innymi zasady gry, statystyki poprzedniego i terminarz następnego sezonu, zaś w 1878 opublikował pierwszy numer przewodnika Spalding's Base Ball Guide, który ukazywał się do 1939 roku. Od 1878 piłka Spaldinga była jedyną, oficjalnie używaną podczas meczów National League. W 1891 Spalding posiadał dziesięć fabryk sprzętu sportowego, gdzie produkowano między innymi stroje sportowe, piłki baseballowe, piłki tenisowe, rowery, łódki i obuwie sportowe. W 1896 firma Spalding liczyła 3500 pracowników.

## Śmierć i Baseball Hall of Fame
Zmarł 9 września 1915 w wieku 65 lat w San Diego. W 1939 został uhonorowany członkostwem w Baseball Hall of Fame.